# Найхолм, Рональд Сидней
Сэр Ро́нальд Сидней На́йхолм (англ. Ronald Sydney Nyholm; 29 января 1917, Брокен-Хилл — 4 декабря 1971, Кембридж) — химик, один из создателей теории отталкивания электронных пар. Профессор Лондонского университета, член Лондонского Королевского общества. Основные работы посвящены синтезу комплексных соединений переходных металлов, а также их стереохимии, спектральным и магнитным свойствам.

## Биография
Рональд Найхолм родился в городе Брокен-Хилл штата Новый Южный Уэльс, Австралия 29 января 1917 года. Рональд был 4 ребёнком в семье Eric Edward Nyholm (1878—1932).
Рональд Найхолм погиб в автомобильной катастрофе на окраине Кембриджа 4 декабря 1971 года в возрасте 54 лет.

## Почётные звания и награды
В 1950 году награждён медалью Кордей–Моргана.
В 1952 году награждён Медалью Королевского химического общества.
В 1955 году награждён медалью Гарри Джордж Смита Королевского Австралийского химического института.
В 1958 году избран членом Лондонского Королевского общества (FRS).
В 1959 году награждён Королевской медалью Королевского общества Южного Уэльса.
В 1959 году избран членом-корреспондентом финского химического общества.
В 1961 году стал обладателем премии Тилдена .
В 1967 году стал обладателем премии Ливерсиджа .
В 1967 году награждён титулом Рыцарь-бакалавр.
В 1968 году награждён Золотой медаль Итальянского химического общества.
В 1968 году получил степень Почётного доктора Университета Восточной Англии.
В 1968 году получил степень Почётного доктора Лондонского городского университета.
В 1969 году награждён медалью 'Sigillum Magnum' Болонского университета.
В 1969 году получил Почётную степень доктора наук, Университет Нового Южного Уэльса.
В 1971 году Избран почетным членом «Академии Пелоритана».